# Luigi Pugliese
Luigi Pugliese (Cerignola, 26 dicembre 1850 – Ugento, 17 luglio 1923) è stato un vescovo cattolico italiano.

## Biografia
Nacque il 26 dicembre 1850 a Cerignola da Pasquale e Chiara Quinto.
Ricevette l'ordinazione sacerdotale il 19 settembre 1874 dal vescovo di Ascoli Satriano e Cerignola Antonio Sena.
Numerosi gli incarichi ricevuti: vicario parrocchiale, parroco, professore nel seminario diocesano di Ascoli Satriano, canonico penitenziere della cattedrale.
Fondò e diresse, a Cerignola, un poliambulatorio, che successivamente, il 18 settembre 1896, divenne l'ospedale della città.
Cooperò all'erezione della Congregazione Sacerdotale del SS. Crocifisso.
Il 5 giugno 1895 papa Leone XIII lo elesse vescovo di San Marco Argentano e Bisignano.
Ricevette l'ordinazione episcopale il 30 giugno 1895 da Lucido Maria Parocchi, cardinale-vescovo di Albano.
Il 22 giugno 1896, ad appena un anno dal suo arrivo in Calabria, fu trasferito alla sede di Ugento.
Dimostrò una particolare devozione, per la Vergine di Santa Maria de Finibus Terrae, venerata nella basilica santuario di Santa Maria de Finibus Terrae.
Significativo il suo interessamento verso il seminario.
Indisse visite pastorali per una migliore cura pastorale dei fedeli.
Morì a Ugento il 17 luglio 1923. Fu sepolto nella cattedrale di Ugento.

## Genealogia episcopale
La genealogia episcopale è:
- Cardinale Scipione Rebiba
- Cardinale Giulio Antonio Santori
- Cardinale Girolamo Bernerio, O.P.
- Arcivescovo Galeazzo Sanvitale
- Cardinale Ludovico Ludovisi
- Cardinale Luigi Caetani
- Cardinale Ulderico Carpegna
- Cardinale Paluzzo Paluzzi Altieri degli Albertoni
- Papa Benedetto XIII
- Papa Benedetto XIV
- Papa Clemente XIII
- Cardinale Marcantonio Colonna
- Cardinale Giacinto Sigismondo Gerdil, B.
- Cardinale Giulio Maria della Somaglia
- Cardinale Carlo Odescalchi, S.I.
- Cardinale Costantino Patrizi Naro
- Cardinale Lucido Maria Parocchi
- Vescovo Luigi Pugliese